# 福岡県道72号黒川白野江東本町線
福岡県道72号黒川白野江東本町線（ふくおかけんどう72ごう くろかわしらのえひがしほんまちせん）は、福岡県北九州市門司区を通る県道（主要地方道）である。

## 概要
北九州市門司区黒川西1丁目から北九州市門司区東本町2丁目に至る。北九州市門司区の周防灘・関門海峡沿いを大きく迂回するようなルートをたどる。
白野江から太刀浦海岸に至るルートは山越えルートで、ヘアピンカーブなどがあり、新門司港と太刀浦コンテナターミナルを結ぶルートにあたるため、大型車用のバイパスの役割を担う臨港道路「太刀浦白野江道路」が1985年（昭和60年）に整備されている。
当路線は福岡県道の中で国道2号に接続する唯一の路線である。

### 路線データ
- 起点：福岡県北九州市門司区黒川西1丁目（黒川交差点、福岡県道25号門司行橋線交点）
- 終点：福岡県北九州市門司区東本町2丁目（東本町二丁目交差点、国道2号交点）

## 歴史
- 1993年（平成5年）5月11日 - 建設省から、県道黒川白野江東本町線が黒川白野江東本町線として主要地方道に指定される[1]。

## 地理

### 通過する自治体
- 北九州市（門司区）

### 交差する道路
| 交差する道路               | 交差する場所 | 交差する場所                     |
| -------------------------- | ------------ | -------------------------------- |
| 福岡県道25号門司行橋線     | 黒川西1丁目  | 黒川交差点 / 起点                |
| E2A 関門橋 E3 九州自動車道 | 黒川東1丁目  | 門司インター交差点 1 門司IC      |
| 福岡県道260号大積清見線    | 大字大積     |                                  |
| 福岡県道223号田ノ浦港線    | 田野浦1丁目  |                                  |
| E2A 関門橋                 | 清見1丁目    | 門司港インター交差点 38 門司港IC |
| 福岡県道260号大積清見線    | 清見2丁目    | 清見二丁目交差点                 |
| 国道2号                    | 東本町2丁目  | 東本町二丁目交差点 / 終点        |

### 交差する鉄道
- 山陽新幹線

### 沿線
- 白野江植物公園
- 北九州市立白野江小学校
- 海上保安学校分校
- 太刀浦第一コンテナターミナル
- 老松公園
- 和布刈公園[注釈 1]（めかり公園）
- 関門人道トンネル